# Movimento Democratico Portoghese
Il Movimento Democratico Portoghese (in portoghese: Movimento Democrático Português) era uno dei più importanti movimenti di opposizione democratica al regime fascista di Salazar. 
Fondato nel 1969, dopo la Rivoluzione dei Garofani del 1974 prese parte attivamente alla vita politica del Paese. A partire dal 1979 costituì, assieme al Partito Comunista Portoghese, l'Alleanza del Popolo Unito.
La federazione si sciolse nel 1987 dopo diversi attriti con il Partito Comunista ed anche il Movimento Democratico si divise: 
- una parte costituì l'associazione Intervento Democratico, che diede luogo alla Coalizione Democratica Unitaria (assieme allo stesso Partito Comunista e al Partito Ecologista "I Verdi");
- una parte formò un nuovo partito, Politica XXI, che formò con altre liste il Blocco di Sinistra.